# Historische klimatologie

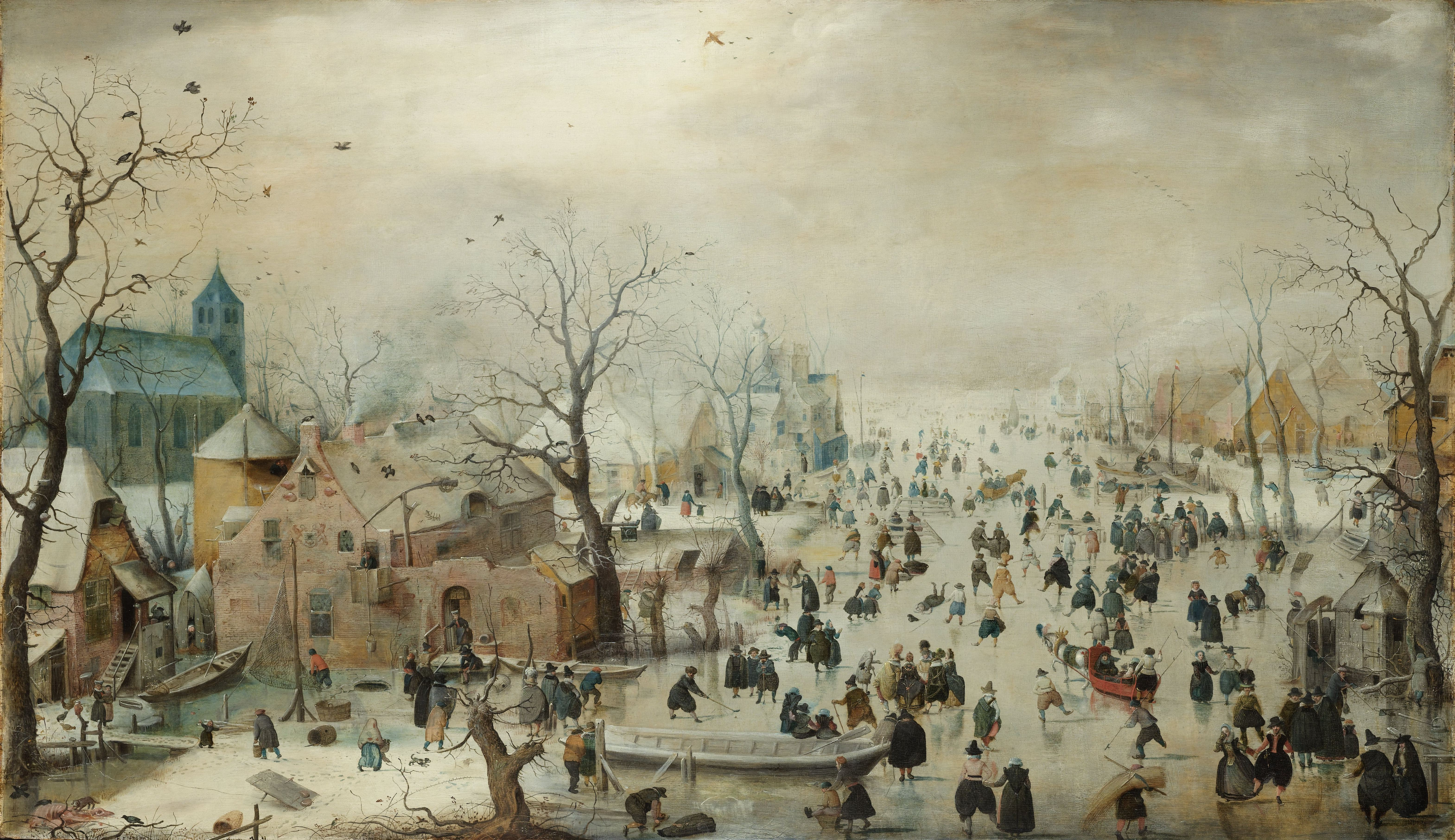
Winterlandschap met ijsvermaak, Hendrick Avercamp, omstreeks 1608

Historische klimatologie bestudeert veranderingen in het klimaat, en het effect ervan op de geschiedenis van de mens. Dit is een onderdeel van de paleoklimatologie, die de klimaatveranderingen beschrijft in de hele geschiedenis van de Aarde. Het gaat in de eerste plaats om het afbakenen van periodes in de menselijke geschiedenis waarin de temperatuur en/of de neerslag verschilden van het huidige klimaat. De primaire bronnen voor dit onderzoek zijn geschreven documenten zoals sagen, kronieken, kaarten en heemkunde-literatuur, naast visueel materiaal zoals schilderijen, 
tekeningen en zelfs rotstekeningen. Ook archeologische opgravingen kunnen belangrijke gegevens opleveren over menselijke nederzettingen, watergebruik en landbouw.
Klimaatveranderingen hebben in de geschiedenis meermaals geleid tot een maatschappelijke instorting, bijvoorbeeld bij de Maya’s of de Hettieten. 

## Technieken
In maatschappijen met een schriftelijke cultuur vinden historici schriftelijke bewijzen van klimaatvariaties over de laatste honderden of duizenden jaren, met name in fenologische gegevens, bijvoorbeeld de druivenoogsten in de wijnbouw. In oudere culturen zonder schriftelijke bronnen moeten andere technieken toegepast worden om klimaatvariaties aan te tonen.
Schommelingen in de bevolkingsaantallen en overzichten van bewoonbare of bebouwbare gebieden kunnen eveneens bruikbare gegevens opleveren. Uit de  palynologie, de studie van pollen in het sediment of ijs, kan afgeleid worden welke plantengemeenschappen in een bepaalde periode bestonden om zo de ecologie van een streek te reconstrueren, met inbegrip van de neerslagpatronen. 

## Gebeurtenissen

### Prehistorie
Een markante gebeurtenis was de uitbarsting van de Toba-vulkaan, zo'n 70.000 tot 75.000 jaar geleden, waardoor de gemiddelde temperatuur op Aarde gedurende meerdere jaren met ongeveer 5 graden daalde. Volgens de Toba-catastrofetheorie zou de vulkanische winter die erop volgde een mijlpaal betekend hebben in de menselijke evolutie. Een gelijkaardige, maar minder krachtige uitbarsting van de Krakatau, in 1883, leidde eveneens tot een – meer beperkte – temperatuurdaling. 

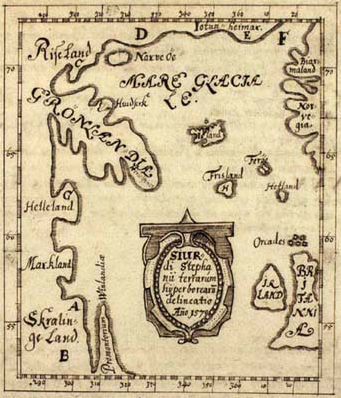
Een 16e-eeuwse kaart van Norse America uit Skálholt

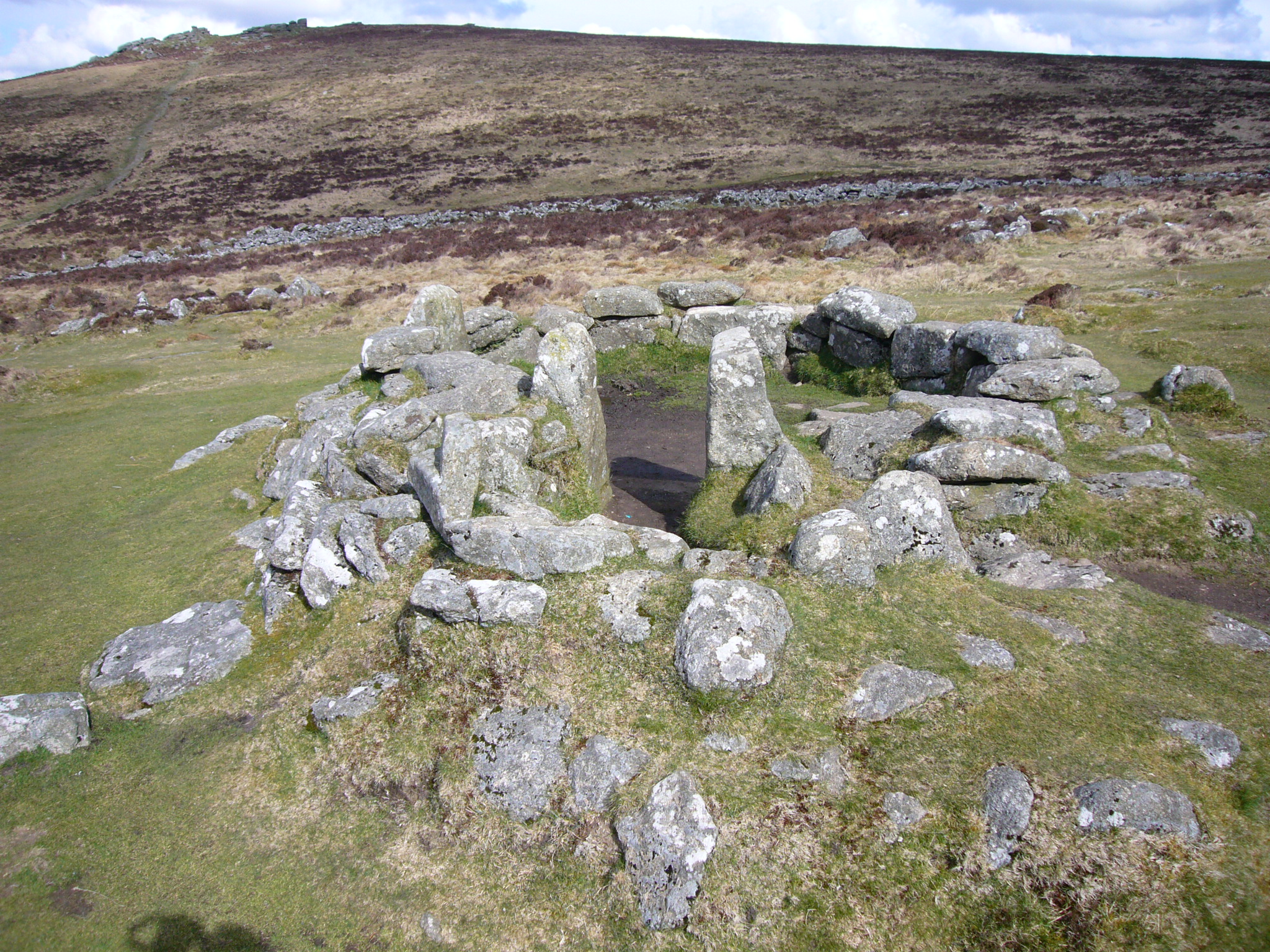
Een huttencirkel in Grimspound, Dartmoor

Bij het begin van het Holoceen (10.000-12.000 voor Christus) zorgde de opwarming voor het terugtrekken van de ijskappen die grote delen van Noord-Europa bedekten, en steeg de zeespiegel aanzienlijk. 
In Europa heerste tijdens de Vroege bronstijd (3000 - 2000 v.Chr.) een warmer klimaat dan in het begin van de 21e eeuw, zoals blijkt uit archeologische vondsten in Grimspound (Dartmoor, Groot-Brittannië). Hier werden sporen gevonden van een nederzetting, in een streek die onbewoonbaar is vanwege de hoogte en het ruige klimaat. Tegen de Late bronstijd (1600 - 1200 v.Chr.) was het klimaat echter alweer verslechterd, hetgeen mogelijk tot de ondergang van een aantal gemeenschappen heeft geleid.
In de Saharawoestijn heerste in de prehistorie een koeler en vochtiger klimaat, getuige de archeologische sporen in menselijke nederzettingen van onder meer de Kiffian (7.700 tot 6.200 v.Chr.) en de Tenerian (5200–2500 v.Chr.).

### Middeleeuwen

#### Middeleeuwse warme periode
Het middeleeuws klimaatoptimum, ook wel bekend als 'de middeleeuwse warme periode' (MWP), is een periode ten tijde van de hoge middeleeuwen met een significant hogere temperatuur dan de voorafgaande en navolgende perioden. De middeleeuwse warme periode duurde grofweg van 950 tot 1250. Er groeiden bijvoorbeeld wijnranken in Engeland en perziken in Vlaanderen en het was de periode van de kolonisatie van het zuiden van Groenland door de Vikingen (985 - begin 15e eeuw).

#### Kleine IJstijd
Met de Kleine IJstijd wordt de relatief koude periode bedoeld die duurde van de 15e eeuw tot en met de 19e eeuw. Gemiddeld lag de temperatuur tijdens de Kleine IJstijd 0,5 tot 1 graad lager (in West-Europa 1 à 2 graden) dan na 2000. 
Zo bereikten veel gletsjers rond 1850 hun grootste uitbreiding sinds het einde van de laatste ijstijd. Op schilderijen uit de 17e eeuw zijn soms bevroren wateroppervlakten te zien waarop allerlei mensen schaatsen of zich op andere manieren vermaken. In Londen was het lange tijd gebruikelijk 's winters op de bevroren Theems een kermis te organiseren. Dit evenement verdween aan het begin van de negentiende eeuw.
De temperatuurdaling in de 15de eeuw zou deels veroorzaakt worden door de verovering van Amerika. Door vooral Europese ziekten stierf de meerderheid van de inheemse Amerikanen. Daardoor raakte een enorm areaal aan landbouwgrond in de Nieuwe Wereld opnieuw bebost. Dat haalde tot wel 10 ppm CO2 uit de lucht, wat voor de helft verantwoordelijk zou zijn van de temperatuurdaling die leidde tot de kleine ijstijd.

### Antropoceen
Binnen het Antropoceen wordt natuurlijk in de eerste plaats gedacht aan de recente Opwarming van de Aarde sedert het begin van de Industriële revolutie einde 18e eeuw. Algemeen wordt aangenomen dat die opwarming mede door de mens is veroorzaakt. Dit wordt door het IPCC van de Verenigde Naties meermaals in rapporten bevestigd.
Minder bekend is dat menselijke tussenkomst mogelijk reeds in de prehistorie het klimaat heeft beïnvloed. Zo zou met name in Australië de komst van de mens een grondige verstoring van het ecosysteem hebben veroorzaakt, mogelijk door brandstichting, waardoor het grasland degenereerde tot woestijn.